# Mycodrosophila spinata
Mycodrosophila spinata är en tvåvingeart som beskrevs av Toyohi Okada 1986. Mycodrosophila spinata ingår i släktet Mycodrosophila och familjen daggflugor. Inga underarter finns listade i Catalogue of Life.